# His Grace Gives Notice
His Grace Gives Notice er en britisk stumfilm fra 1924 af W. P. Kellino.

## Medvirkende
- Nora Swinburne som Cynthia Bannock
- Henry Victor som George Berwick
- John Stuart som Joseph Longley
- Eric Bransby Williams som Ted Burlington
- Mary Brough som Mrs. Smith
- Gladys Hamer som Flickers
- Phyllis Lytton som Mrs. Stapleton
- Knighton Small